# 麗港城商場

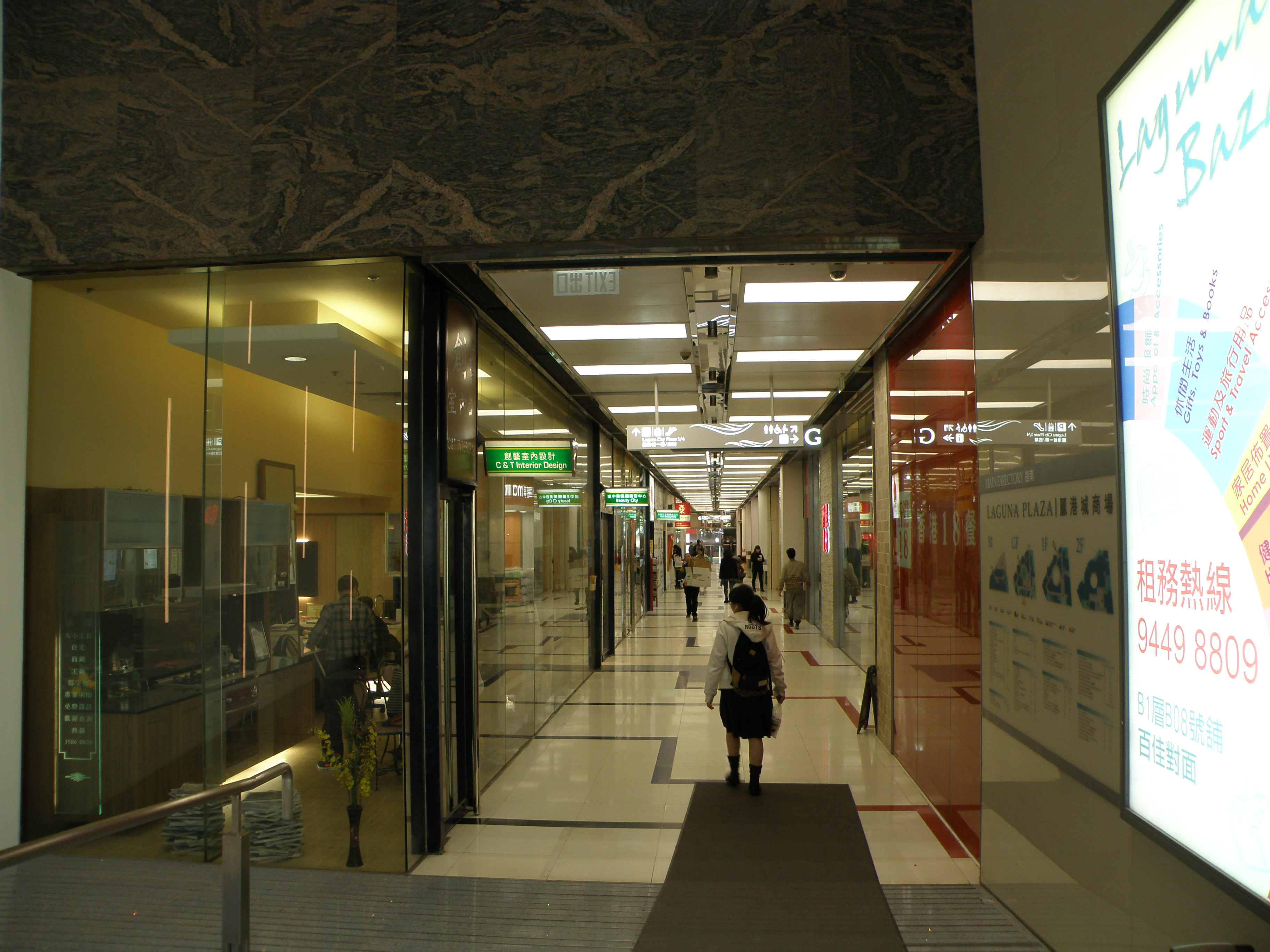
麗港城商場地下

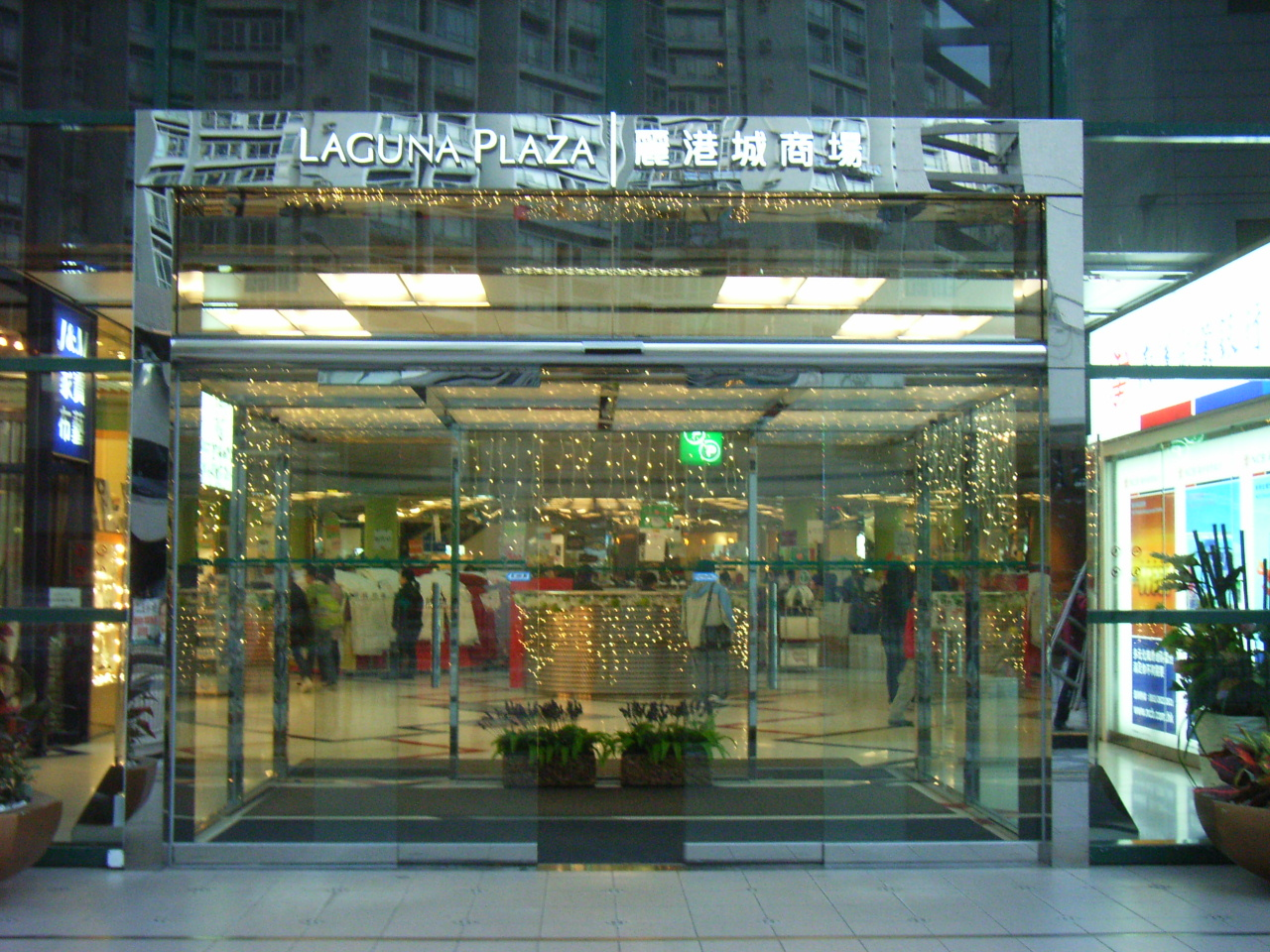
麗港城商場茶果嶺道入口

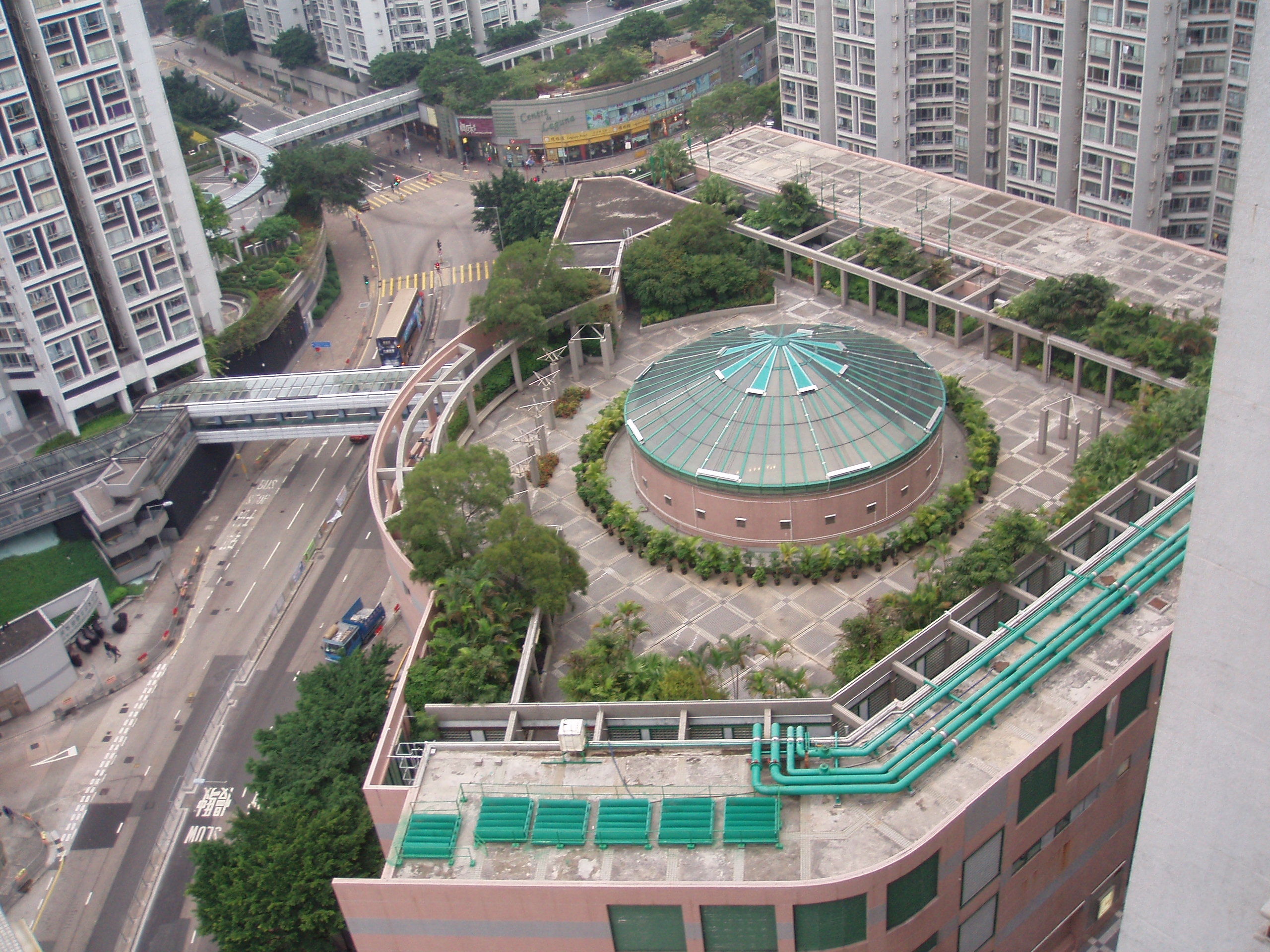
從上空而看，商場呈鑽石型

22°18′25.04″N 114°13′41.17″E / 22.3069556°N 114.2281028°E
麗港城商場（英語：Laguna Plaza）為香港極少數單幢式商場，附設天幕中庭，位於九龍藍田麗港城第一期，總樓面面積約 15,200平方米，共有5層，於1992年由長江實業、蜆殼石油與和記黃埔地產合作興建。商場經過3度易手，現時為置富產業信託旗下商場。
麗港城商場內有多間連鎖式快餐店及酒樓等食肆，諸如大快活、一粥麵、麥當勞、譚仔雲南米線、意樂餐廳、百分百餐廳、Chicken Factory、薩莉亞意式餐廳、八方雲集、魚米、椰仔冰室、豪宴海鮮酒家、PHD（薄餅博士）、美心西餅、東海堂、Mama Bakery、Pacific Coffee、鴻福堂等，為附近居民及上班人士服務。
百佳、7-11便利店及屈臣氏為商場開業至今仍原址營業的商戶。

## 歷史
- 業權：1992年，商場由長江實業、蜆殼石油與和記黃埔地產合作興建。恒隆地產在1992年商場建成時隨即斥資7.17億元購入商場[1]，其後恒隆地產於2010年代翻新商場天花板及地板後出售。2012年8月3日，里昂證券旗下 CLSA Capital Partners 的房地產基金 LGF Investment Limited 斥資15億元向恒隆地產購入麗港城商場連165個車位，以商場總樓面約16.36萬方呎計，呎價約9169元[2]，其後LGF Investment Limited隨即翻新商場洗手間、天花板及外牆後出售。2014年12月，置富產業信託落實以19.185億元作價向LGF Investment Limited購入麗港城商場，與同是置富旗下的第3期商場城中薈形成協同效應[3]。自商場於1992年入伙至今仍於原址經營的商戶包括地下7-11便利店（24小時營業）、1樓屈臣氏及地庫1樓fusion by PARKnSHOP。

- 地庫一層發展：麗港城商場最初於地庫一層設有百佳超級市場、街市和開放式設計的千島美食美食廣場（包括小丑商標大快活等食肆）。街市結業後，由街市旁的百佳超級市場承接街市面積成濕貨部，結合原有百佳超級市場面積，第一次擴張並升格為百佳超級廣場。其後千島美食美食廣場結業後，也被原為美食廣場食肆之一的大快活及原為1樓商戶日本城全面取代，大快活更成為其商標改革成「大」字形後第一間翻新的分店，為開放式設計，以及曾經成為全港唯一一間設有開放式遊樂場設施 （页面存档备份，存于）的分店，後來大快活遊樂場設施位置被大昌食品專門店及 PHD（薄餅博士）取代。2009年，百佳超級廣場進行內部裝修，將乾貨部與濕貨部位置對調，百佳代言人視帝黎耀祥於2010年親身到訪改裝後的百佳超級廣場麗港城商場分店 （页面存档备份，存于）現場拍攝電視廣告，有日本及新加坡女Fans專程來港到麗港城商場一睹偶像風采[4]。2015年，大快活遷往2樓後，由百佳超級廣場承接前大快活面積，並將濕貨部換遷至該位置，結合原有百佳超級廣場面積，第二次擴張並升格為 fusion by PARKnSHOP。

- 地下發展：2023年，經營31年、曾擴張營業的東亞銀行棄租地下的巨舖。於1992年商場入伙開業的3間銀行包括1樓恒生銀行（現為優品360）、地下南洋商業銀行（現為魚米及部分椰仔冰室）及地下東亞銀行相繼全數結業，現時商場沒有銀行。

- 一樓發展：2020年12月，經營28年的美心MX（前身為美心快餐）棄租1樓的巨舖，由亞洲國際餐飲集團（意樂餐廳、百分百餐廳、Mama Bakery、Chicken Factory）以月租22.29萬元承接[5]。

- 二樓發展：麗港城商場最初於二樓全層設有潮江春及美心大酒樓。1998年潮江春結業被美心大酒樓擴充為全層營業。2001年，兩間酒樓結業後二樓全層曾一度封閉。其後潮江春位置被分拆成柏斯琴行、雅詩家居設計及基督教教會（現為ABC Pathways School）等多間商舖，而美心大酒樓位置經過多番酒樓轉手至稻香超級漁港[6]。其後柏斯琴行縮細後餘下的面積也被分拆成Ingrid Millet Paris（現為759阿信屋）等多間商舖，而稻香超級漁港結業後被分拆成百樂門囍宴（現為豪宴海鮮酒家）及電器舖（現為商場管業處）等多間商舖，兩大舖位縮細後更滕出近商場中庭位置以增建商場走廊。

2025年，置富產業信託計劃重新規劃麗港城商場的地庫，開支預算3200萬港元。

## 連鎖商戶
- 地庫1樓：
  - 百佳超級市場
  - PHD（薄餅博士）（前身為地下必勝客)
  - 日本城
- 地下：
  - 7-11便利店（24小時營業）（於1992年商場入伙開業至今）
  - 麥當勞
  - 太平洋咖啡
  - 鴻福堂
  - 魚米
  - 八方雲集
  - 萬寧
  - 美康
  - 和順堂
  - 依莎洗衣

- 1樓：
  - 屈臣氏（於1992年商場入伙開業，其後縮細）
  - 一粥麵
  - 東海堂（曾於麗港城三期城中薈開業，其後於2005年遷出，於2013年在現址重開）
  - 譚仔雲南米線
  - 意樂餐廳
  - 百分百餐廳
  - Chicken Factory
  - MaMa Bakery
  - 優品360
  - 恒生銀行自助理財中心
  - Perfect 10
  - MathConcept
  - Monkey Tree
  - 永明金融
  - 順豐智能櫃

- 2樓：
  - 大快活（於1992年商場入伙地庫1層美食廣場千島美食內開業，其後吞併整個美食廣場擴張，及後搬遷至2樓）
  - 柏斯琴行（於1992年商場入伙1樓開業，其後搬遷至2樓擴張，其後縮細，2021年再度搬遷）
  - 759阿信屋
  - 豪宴海鮮酒家
  - 薩莉亞意式餐廳
  - ABC Pathways School

## 非連鎖商戶
- 飲食：麵飽西餅、藥房（中西）。
- 禮品：服飾、眼鏡。
- 服務：家居佈置、電腦維修、洗衣、理髮、美容、醫療中心、補習社、僱傭中心、地產代理等。

## 已結業商戶
- 地庫1樓：千島美食（全線結業）、大昌食品專門店（全線結業）、唐記包點、名果店、聖安娜餅屋（於1992年商場入伙地下開業，其後撤出，於2021年在地庫1層重開，2024年再度撤出)。
- 地下：必勝客、TCBY（全線結業）、海天堂（搬遷至麗港城第三期麗港中心）、美心西餅（於1992年商場入伙開業，其後搬遷擴張）、 HKTVmall、魚味市場壽司刺身專門店、北京同仁堂、華潤堂、位元堂、南洋商業銀行、味千拉麵、椰仔冰室（前身為2樓椰林閣餐廳，其後搬遷至地下改名為香港18、東南加)、 東亞銀行、CoCo都可
- 1樓：快圖美、肯德基、家得路、優之良品（全線結業）、POPI、地利店（全線結業）、阿波羅美極屋（23/10/1992-2003，開業共21年，已在2003年結業）、Widesight廣視影音、商務印書館、恒生銀行、四海遊龍、西佑定食屋、尚點、豐澤電器、實惠、仙跡岩、波仔飯專門店、烚下烚下火鍋專門店、美心MX、景品捕屋。
- 2樓：潮江春、雅詩家居設計、三聯書店、Ingrid Millet Paris、美心大酒樓（全線結業）、君臨海鮮酒家、稻香超級漁港、百樂門囍宴、真開心樂園、椰林閣餐廳。

## 設施
- 出入口：8個（地庫1樓（扶手電梯及樓梯）、地下（斜道/樓梯）、1樓（有蓋天橋連接麗港城第二期、麗港城公共運輸交匯處、藍田港鐵站）
- 樓梯：1條24小時對外開放來往地下及1樓有蓋天橋的樓梯（4號樓梯）、另1條往來地庫1樓及地下
- 升降機：3部客用升降機（地庫1樓至2樓）（只有最左一部可到達地庫2樓停車場）
- 扶手電梯：7部（地庫1樓至2樓）
- 客戶服務中心：地下天幕中庭側
- 洗手間/殘疾人士洗手間：3個對外開放（地庫1樓、地下及2樓），1個商戶專用（1樓）
- 停車場：地庫2樓

## 電視廣告
- 麗港城商場 （页面存档备份，存于） (視帝黎耀祥聲音導航)

## 外部連結
维基共享资源上的相關多媒體資源：麗港城商場